# Cheshmabasar
Cheshmabasar (azerbajdzjanska: Çeşməbasar) är en ort i Azerbajdzjan.   Den ligger i distriktet Nachitjevan, i den sydvästra delen av landet, 400 km väster om huvudstaden Baku. Cheshmabasar ligger 862 meter över havet och antalet invånare är 896.
Terrängen runt Cheshmabasar är platt åt nordväst, men åt sydost är den kuperad. Närmaste större samhälle är Nachitjevan, 13,1 km nordväst om Cheshmabasar. 
Trakten runt Cheshmabasar består i huvudsak av gräsmarker. Runt Cheshmabasar är det ganska glesbefolkat, med 42 invånare per kvadratkilometer.